# Moctezuma Serrato
Moctezuma Serrato (* 14. September 1976 in Cuernavaca, Morelos) ist ein ehemaliger mexikanischer Fußballspieler auf der Position eines Stürmers.

## Laufbahn
Seine fußballerische Ausbildung erhielt Serrato beim San Luis FC, bei dem er auch seinen ersten Profivertrag erhielt und für den er bis um die Jahreswende 2001/02 in der zweiten Liga spielte. Anfang 2002 wechselte Serrato zum Hauptstadtverein América, mit dem er das Torneo Verano 2002 gewann und somit den Meistertitel mit den Americanistas holte.
2003 kehrte er kurzzeitig zum inzwischen in der ersten Liga spielenden San Luis FC zurück, um sich anschließend den UNAM Pumas anzuschließen, mit denen er in der Clausura 2004 erneut den Meistertitel gewann. Doch nach einem weiteren Gastspiel bei den Tecos UAG in der Apertura 2004 war seine Laufbahn in der höchsten mexikanischen Spielklasse beendet.
Fortan spielte er nur noch für ausländische Vereine, wie den peruanischen Club Sportivo Cienciano, den costa-ricanischen CS Herediano und den guatemaltekischen Club Peñarol La Mesilla sowie unterklassige mexikanische Vereine wie den CD Zacatepec, die Lobos de la BUAP, Real de Colima und zuletzt die Indios de Ciudad Juárez.

## Erfolge
- Mexikanischer Meister: Verano 2002, Clausura 2004